# Pateros (Washington)
Pateros és una població dels Estats Units a l'estat de Washington. Segons el cens del 2000 tenia 643 habitants.

## Demografia
Segons el cens del 2000, Pateros tenia 643 habitants, 249 habitatges, i 172 famílies. La densitat de població era de 486,8 habitants per km².
Dels 249 habitatges en un 36,1% hi vivien nens de menys de 18 anys, en un 56,2% hi vivien parelles casades, en un 10% dones solteres, i en un 30,9% no eren unitats familiars. En el 29,7% dels habitatges hi vivien persones soles el 14,1% de les quals corresponia a persones de 65 anys o més que vivien soles. El nombre mitjà de persones vivint en cada habitatge era de 2,58 i el nombre mitjà de persones que vivien en cada família era de 3,22.
Per edats la població es repartia de la següent manera: un 27,5% tenia menys de 18 anys, un 9,5% entre 18 i 24, un 27,4% entre 25 i 44, un 19% de 45 a 60 i un 16,6% 65 anys o més.
L'edat mediana era de 35 anys. Per cada 100 dones de 18 o més anys hi havia 91,8 homes.
La renda mediana per habitatge era de 30.938 $ i la renda mediana per família de 39.375 $. Els homes tenien una renda mediana de 30.521 $ mentre que les dones 20.208 $. La renda per capita de la població era de 13.646 $. Aproximadament el 9,3% de les famílies i el 17,1% de la població estaven per davall del llindar de pobresa.

## Poblacions més properes
El següent diagrama mostra les poblacions més properes.